# 斑鰭狼綿鳚
斑鰭狼綿鳚，為輻鰭魚綱鱸形目绵鳚亞目绵鳚科的其中一種，分布於西北太平洋區的日本海與鄂霍次克海海域，屬底棲性魚類，體長可達32.5公分。

## 扩展阅读
維基物種上的相關：斑鰭狼綿鳚